# Guitars (Mike Oldfield)
Guitars is een studioalbum van Mike Oldfield.

## Inleiding
Oldfield was al tijdens de opnamen van Tubular Bells III terugverhuisd van Ibiza naar Buckinghamshire en werkte daar in zijn eigen geluidsstudio (Roughwood Studio) aan Guitars. Het album werd uitgegeven door Warner Brothers (WEA) in het kader van een verlenging van zijn contract. Guitars verwijst naar het gebruik van alleen maar gitaren voor de muziek op dit album. Opvallend is het gebruik van de Roland-MIDI gitaarsynthesizer, waarmee ook de drumpartijen kon worden ingespeeld. De platenhoes liet een gitaarspelende Mike Oldfield zien. Op het achterblad van de binnenhoes wordt Oldfield omringd door allerlei gitaren. 

## Musici
- Mike Oldfield - gitaar

## Muziek
| Nr. | Titel                     | Duur |
| --- | ------------------------- | ---- |
| 1.  | Muse (Oldfield)           | 2:12 |
| 2.  | Cochise (Oldfield)        | 5;15 |
| 3.  | Embers (Oldfield)         | 3:51 |
| 4.  | Summit day (Oldfield)     | 3:46 |
| 5.  | Out of sight (Oldfield)   | 3:48 |
| 6.  | B Blues (Oldfield)        | 4:30 |
| 7.  | Four winds (Oldfield)     | 9:32 |
| 8.  | Enigmatism (Oldfield)     | 3:32 |
| 9.  | Out of mind (Oldfield)    | 3:46 |
| 10. | From the ashes (Oldfield) | 2:28 |

De muziek liet een wisselende klank horen, van progressieve rock tot new agemuziek, soms al binnen de nummers (Four winds).

## Ontvangst
Oldfield haalde met dit albums nauwelijks de hitparades. Behalve enig succes in Engeland (3 weken met hoogste plaats 40) gaven alleen de Duits sprekende landen hitnoteringen te zien: Duitsland (9 weken, hoogste plaats 16), Oostenrijk (2 weken, hoogste plaats 35 en Zwitserland (2 weken, hoogste plaats 34) lieten wel een dalende trend zien. In Spanje zouden er meer dan 100.000 exemplaren verkocht worden, maar albumnoteringen zijn niet bekend. De Nederlandse Album Top 100 gaf geen noteringen.
Oldfield ging op tournee met dit album en Tubular Bells III.
Tubular Bells · Hergest Ridge · Ommadawn · Incantations · Platinum · QE2 · Five miles out · Crises · Discovery · The Killing Fields · Islands · Earth Moving · Amarok · Heaven's open · Tubular Bells II · The songs of distant earth · Voyager · Tubular Bells III · Guitars · The Millennium Bell · Tr3s lunas · Tubular Bells 2003 · Light + Shade · Music of the Spheres · Man on the Rocks · Return to Ommadawn ·